# Hendrik Gravé

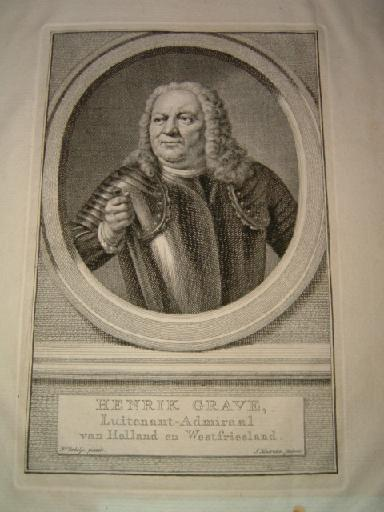
Hendrik Gravé, luitenant-admiraal van de admiraliteit van het Noorderkwartier.

Hendrik Gravé of Grave (Amsterdam, 5 december 1670 - aldaar, 25 maart 1749) was een Nederlandse admiraal uit de 18e eeuw.
Op zijn achttiende nam Gravé dienst bij de Admiraliteit van de Maze, in 1691 werd hij luitenant-ter-zee. In 1698 werd hij buitengewoon kapitein. Hij trouwde in 1704 met Lucia van Mollem in de Waldenzische kerk in Utrecht. Het echtpaar kreeg een zoon Hendrik (1709-1738) en een dochter Jacoba.
In 1713 werd Hendrik gewoon kapitein. In 1716 leidde Gravé een konvooi naar de Oostzee en in 1717 werd hij commandeur bij de Admiraliteit van Amsterdam. Gravé werd in 1718 eigenaar van het dichtbijgelegen pand Nieuwe Herengracht 99, geliefd onder kunstkenners, vanwege de vijf reusachtige, vaste schilderijen, jachtstillevens van Jan Weenix. Al in 1721 verhuisde Hendrik Gravé naar Kloveniersburgwal 95, gebouwd voor de schatrijke Jacob Poppen. In 1722 werd Hendrik Gravé schout-bij-nacht in Rotterdam. In de navolgende jaren werden onder zijn leiding expedities uitgevoerd tegen de Algerijnse zeerovers.

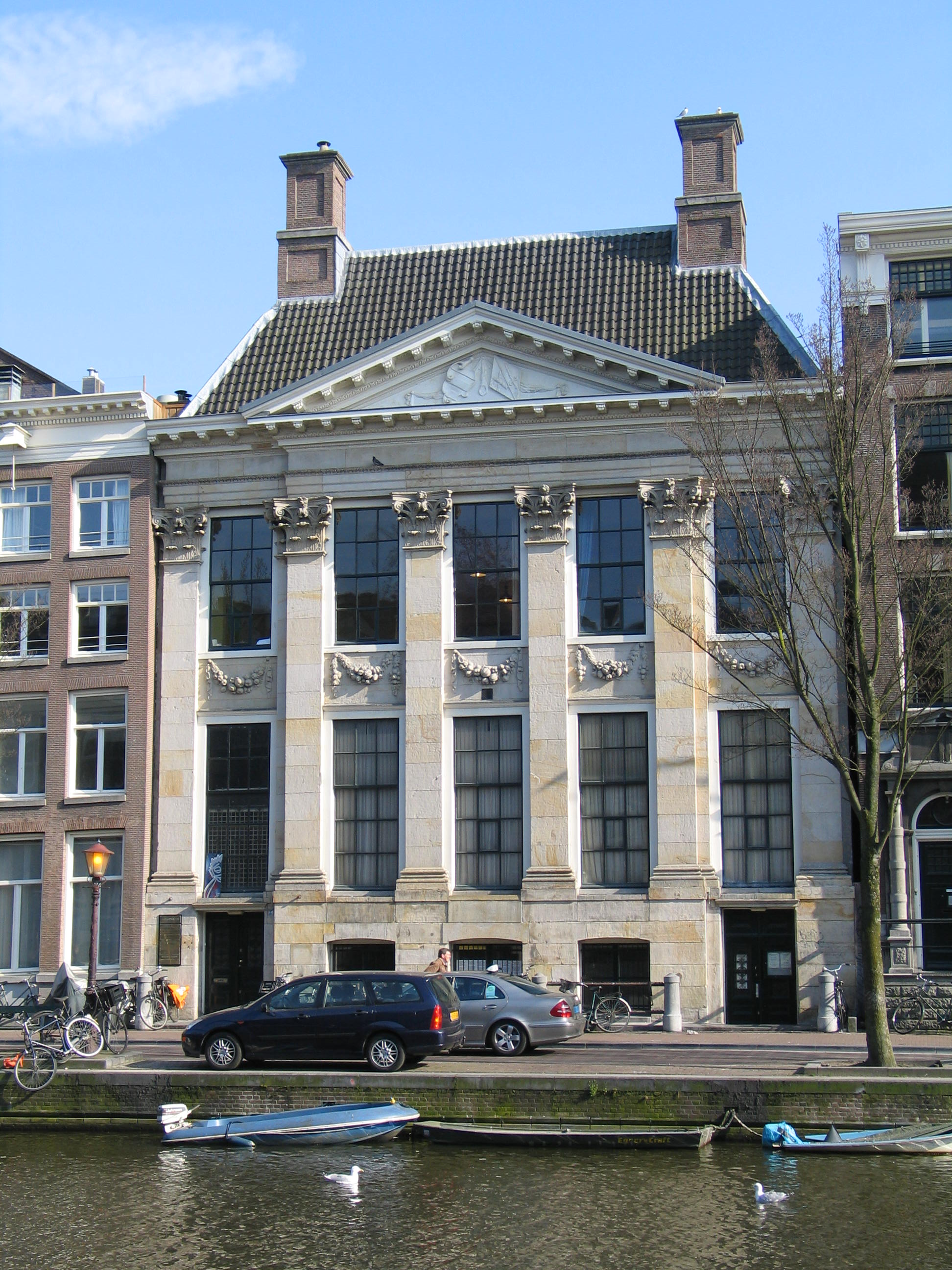
Het Poppenhuis; in 1642 ontworpen door Philip Vingboons

Vanwege een voeteuvel (podagra = jicht van de grote teen) liet Gravé zich bij storm aan zijn stoel vastbinden. Gravé ... verlustigde zich in de nabijheid van iedereen, ook van Engelse collega's, in schuine praatjes en schuttingtaal, zat dagen achtereen met spelletjes in koffiehuizen in Portsmout, viel daar na de maaltijd vaak naast de haard in slaap. De 'Lords of the Admiralty' in Londen schreef hij hoogdravende brieven, gelardeerd met Latijnse citaten. Gravé vergastte hen eens op een verhandeling in het Latijn over de herkomst van zijn geslacht uit het Noord-Brabantse Grave.
In 1742 had hij vier dienstboden, een koets, twee paarden en een inkomen van 7.000 gulden per jaar. Op 8 mei 1744 werd hij bij in Rotterdam als luitenant-admiraal benoemd, dus zonder eerst viceadmiraal geweest te zijn. Gravé was toen 73 jaar. Bij zijn aanstelling werd protest aangetekend door andere officieren. Hij werd al jaren als ziek beschouwd. Zijn begrafenis is door Braatbard beschreven en was een gebeurtenis van de eerste orde. De optocht duurde drie en een half uur.